# Чого хочуть чоловіки (фільм, 2019)
Чого хочуть чоловіки (англ. What Men Want) — американська кінокомедія 2019 року режисера Адама Шенкмана. Ремейк фільму «Чого хочуть жінки» 2000 року. Прем'єра фільму у США запланована на 8 лютого 2019 року.

## Сюжет
Фільм розказує історію спортивного агента, яка в результаті нещасного випадку навчилася читати думки представників протилежної статі. Свої новопридбані здібності жінка буде використовувати з метою укласти контракт із зіркою NBA.

## У ролях
| Актор                | Роль      |
| -------------------- | --------- |
| Тараджі Генсон       | Алі Девіс |
| Елдіс Годж           | Вілл      |
| Трейсі Морган        |           |
| Венді Маклендон-Кові | Олівія    |
| Джош Бренер          | Брендон   |
| Тамала Джонс         |           |
| Фебе Робінсон        |           |
| Макс Грінфілд        |           |
| Джейсон Джонс        |           |
| Келлан Латц          |           |
| Браян Босворт        | Нік       |
| Кріс Вітаске         | Едді      |
| Еріка Баду           | сестра    |
| Шакіл О'Ніл          |           |
| Пітер Майкл Девідсон |           |
| Марк Кубан           |           |
| Річард Раундтрі      |           |